# Власово (Грязовецкий район)
Власово — упразднённая деревня в Грязовецком районе Вологодской области.
Входит в состав Сидоровского муниципального образования, с точки зрения административно-территориального деления — в Сидоровский сельсовет.
Расстояние по автодороге до районного центра Грязовца — 60 км, до центра муниципального образования Сидорово — 12 км. Ближайшие населённые пункты — Алферово, Филино, Новгородово.
По данным переписи в 2002 году постоянного населения не было.
В июле 2020 года упразднена.